# Äußeres Mullwitzkees
Äußeres Mullwitzkees är en glaciär i Österrike.   Den ligger i förbundslandet Tyrolen, i den centrala delen av landet. Äußeres Mullwitzkees ligger 3 600 till 2 960 meter över havet.
Den nedre delen heter Zettalunitzkees.
Den högsta punkten i närheten är Weißspitz, 3 300 meter över havet, 1,1 km sydost om Äußeres Mullwitzkees. Även Grossvenediger finns i närheten (norrut).
Trakten runt Äußeres Mullwitzkees består i huvudsak av andra isformationer och kala bergstoppar.